# 케랄라의 붉은 비
2001년 7월 25일부터 9월 23일에 걸쳐, 인도 케랄라 주에서 붉은 색의 비가 때때로 내렸다. 심할 때에는 옷이 분홍색으로 염색될 정도였다. 색상은 노랑, 녹색, 검정에 가까운 경우도 있었다.